# Blankenhagen (Moringen)
Blankenhagen ist ein Ortsteil der Stadt Moringen im Landkreis Northeim im südlichen Niedersachsen (Deutschland).

## Geografische Lage
Blankenhagen liegt oberhalb des Leinegrabens an der Ostseite des Höhenzugs Weper, südwestlich von Moringen, südöstlich von Nienhagen und nordwestlich von Thüdinghausen. Die Bundesstraße 241 führt von Moringen in südwestlicher Richtung im Osten an Blankenhagen vorbei.

## Strukturdaten
Blankenhagen ist mit 85 Einwohnern (2018) der nach Einwohnern und nach Fläche kleinste Ortsteil von Moringen. Auf dem Gebiet liegt die Mülldeponie Blankenhagen-Moringen des Landkreises Northeim an der Kreisstraße 427 nordöstlich des Ortskerns. Blankenhagen verfügt über ein Dorfgemeinschaftshaus. Die Freiwillige Feuerwehr sorgt für den Brandschutz und die allgemeine Hilfe.

## Politik
Aufgrund der geringen Einwohnerzahl wird Blankenhagen nicht von einem Ortsrat, sondern von einer Ortsvorsteherin vertreten. Aktuelle Ortsvorsteherin ist Frauke Scherer.

## Kultur
Im Ort gibt es aktuell einen aktiven Verein, nämlich den Feuerwehrverein der Freiwilligen Feuerwehr Blankenhagen.

## Geschichte
Vermutlich befand sich in Blankenhagen zu vorchristlicher Zeit eine Kultstätte für die nordgermanische Göttin Freya. Zunächst diente der Bereich wahrscheinlich als Weide- und Hütesiedlung für Thüdinghausen und war bis ins 12. Jahrhundert nicht ständig bewohnt. Erstmals urkundlich genannt wurde Blankenhagen auf einer Urkunde der Welfen aus dem Jahr 1318.
In Kriegen und Fehden wurde Blankenhagen mehrfach zerstört und wieder aufgebaut. So auch während des Dreißigjährigen Krieges, wobei damals der Schaden auf 2876 Reichstaler beziffert wurde. Mitte des 18. Jahrhunderts war der Ort zu Lutterhausen eingepfarrt, die Kinder aus Blankenhagen wurden ebenfalls an der dortigen Schule unterrichtet. Die Einwohnerzahl betrug kaum mehr als 100 Personen. Im Jahre 1975 hatte Blankenhagen 83 Einwohner, die Zahl stieg auf 97 im Jahr 1985 an. Mit 75 im Jahr 1997 hatte der Stadtteil die niedrigste Einwohnerzahl seit 1975. Sie stieg bis 2005 auf 94 an und sank bis 2018 wieder auf 85.
Am 1. März 1974 wurde Blankenhagen in die Stadt Moringen eingegliedert.